# Casey FitzRandolph
Casey J. FitzRandolph (* 21. ledna 1975 Madison, Wisconsin) je bývalý americký rychlobruslař.
Na začátku roku 1994 se zúčastnil prvních závodů Světového poháru, následně poprvé startoval na Mistrovství světa juniorů (13. místo). V roce 1995 se premiérově představil na seniorském Mistrovství světa ve sprintu (30. místo), o rok později byl již devátý a v roce 1997 si dobruslil pro bronzovou medaili. Od roku 1996 startoval na světových šampionátech na jednotlivých tratích, kde se v závodech na 500 m a 1000 m umisťoval v první desítce. Na Zimních olympijských hrách 1998 dosáhl nejlépe šestého místa (500 m), dále byl sedmý na kilometru a na patnáctistovce skončil na 31. místě. Další cenný kov, rovněž bronz, získal v závodě na 500 m na Mistrovství světa na jednotlivých tratích 2001. Sezóně 2001/2002 byla jeho nejúspěšnější: nejprve vybojoval stříbrnou medaili na světovém sprinterském šampionátu a následně na zimní olympiádě získal zlato v závodě na 500 m, na olympijském kilometru byl sedmý. V následujících letech bylo jeho nejlepším umístěním páté místo v závodě na 500 m na světovém šampionátu 2004 a rovněž pátá příčka na Mistrovství světa ve sprintu 2006. Startoval na ZOH 2006, kde skončil na distanci 500 m dvanáctý a na dvojnásobné trati devátý. Po sezóně 2005/2006 ukončil sportovní kariéru.